# Pimephales promelas
Pimephales promelas(Rafinesque, 1820) è un pesce osseo d'acqua dolce della famiglia Cyprinidae.

## Distribuzione e habitat
L'areale di questa specie copre buona parte dell'America settentrionale esclusa la parte più occidentale. Negli Stati Uniti la sua distribuzione arriva a ovest fino al Nuovo Messico. È presente anche in buona parte del Canada e in Messico. È stato introdotto in vari paesi tra cui, in Europa, Regno Unito, Germania, Belgio e Francia.
Frequenta principalmente ambienti di piccole dimensioni con acque ferme come stagni e canali, più di rado laghi di una certa dimensione. Può tollerare ambienti con acque torbide, alte temperature e scarsità di ossigeno disciolto.

## Descrizione
Questo pesciolino ha un aspetto abbastanza simile a quello della sanguinerola europea. Il maschio ha una sorta di "gobba" sul muso. La bocca è in posizione terminale. La pinna dorsale è piuttosto arretrata, posta in verticale sulle pinne ventrali. La linea laterale è incompleta e molto breve, in genere non raggiunge l'origine della pinna dorsale.
La colorazione è argentea con riflessi verdastri o brunastri con una fascia longitudinale scura a metà del corpo spesso poco marcata.
Misura fino a 5 cm.

## Biologia
Non è un forte competitore e si trova in genere in biotopi a scarsa biodiversità ittica.

### Alimentazione
È onnivoro e si nutre di alghe e detriti organici.

### Riproduzione
Si riproduce dalla tarda primavera alla fine dell'estate in ambienti con acqua ferma vicino alle rive. Raggiunge la maturità sessuale a 1 o 2 anni ma alcuni individui possono riprodursi la prima volta alla fine dell'estate dell'anno della loro nascita. Il maschio nell'epoca della fregola diventa territoriale e si sfrega contro gli ostacoli nella zona della deposizione ricoprendoli di un muco che si crede abbia azione fungicida

## Pesca
Non ha nessuna importanza per la pesca se non come esca.

## Acquariofilia
Viene talvolta allevato nelle vasche d'acqua fredda.